# Jari Tuoriniemi
Jari Tuoriniemi (ur. 1 stycznia 1983) – fiński snowboardzista. Nigdy nie startował na igrzyskach olimpijskich, ani na mistrzostwach świata w snowboardzie. Najlepsze wyniki w Pucharze Świata w snowboardzie osiągnął w sezonie 2001/2002, kiedy to zajął 93. miejsce w klasyfikacji halfpipe’a.

## Sukcesy

### Puchar Świata

#### Miejsca w klasyfikacji Big Air
- 2001/2002 - 93.

#### Miejsca na podium
1. Kreischberg – 27 stycznia 2002 (Big Air) - 2. miejsce